# Elise Egsethová
Elise Egsethová (* 12. květen 1985) je norská reprezentantka v orientačním běhu, jež v současnosti žije v Trondheimu. Jejím největším úspěchem je zlatá medaile ze štafetového závodu na Mistrovství světa juniorů v orientačním běhu z roku 2005. V současnosti běhá za norský klub Wing OK.